# Lee Evans (aktor)
Lee John Martin Evans (ur. 25 lutego 1964 w Avonmouth, w Bristolu) – brytyjski aktor, komik i muzyk.
Występował w filmach Polowanie na mysz, Sposób na blondynkę, Piąty element i Medalion oraz w dubbingu do animacji Magiczna karuzela, w której podłożył głos pod postać Pociągu.
W roku 1995 za rolę w filmie Umrzeć ze śmiechu odebrał nagrodę dla najlepszego aktora podczas Paris Film Festival.
22 września 1984 ożenił się z Heather Nudds. Mają córkę Mollie Joan (ur. 1993).